# Конёчек (Ершовская волость)
Конечек — деревня в Ершовской волости Псковского района Псковской области России.
Расположена в 9 км к северо-западу от Пскова, в 5 км к юго-востоку от волостного центра Ершово и к северо-западу от деревни Богданово — близ автодороги Псков—Гдов.
| 2001 | 2002 | 2010 |
| ---- | ---- | ---- |
| 59   | ↘54  | ↗59  |

## История
Северо-западная часть населённого пункта — бывшая деревня Богданово (не путать с современной деревней Богданово к юго-востоку) — слилась с д. Конечек 28 января 1976 года.